# Warszawski Klub Sportowy Gwardia Warszawa
Il Warszawski Klub Sportowy Gwardia Warszawa, meglio noto come Gwardia Warszawa, è una società calcistica polacca con sede nella città di Varsavia. Oggi milita nelle categorie regionali, nella Klasa A (gruppo: Varsavia III), corrispondente alla sesta divisione del calcio polacco.
Fondata nel 1948, la società ha vissuto il suo miglior periodo negli anni cinquanta, quando ha vinto una coppa nazionale (nel 1954, battendo 3-1 il Wisla Cracovia) e ha partecipato a diverse edizioni delle coppe europee, tra cui la prima edizione della Coppa dei Campioni, che disputò pur essendosi mai aggiudicato il titolo nazionale, e nella quale fu eliminata al primo turno dagli svedesi del Djurgården.

## Palmarès

### Competizioni nazionali
- Coppa di Polonia: 1

1953-1954
- Campionato polacco di seconda divisione: 6

1952, 1961, 1966-1967, 1968-1969, 1977-1978, 1980-1981

### Altri piazzamenti
- Campionato polacco:

Secondo posto: 1957
Terzo posto: 1959, 1972-1973
- Coppa di Polonia:

Finalista: 1973-1974
Semifinalista: 1956-1957, 1968-1969

## Gwardia Warszawa nelle Coppe europee
Il Gwardia Warszawa è stata tra le partecipanti della prima edizione della Coppa dei Campioni, nella stagione 1955-56, affrontando la squadra svedese del Djurgårdens IF. Dopo quell'apparizione, i polacchi hanno affrontato un'altra avventura nella massima competizione continentale; si contano anche una partecipazione alla Coppa delle Fiere, una alla Coppa UEFA, una alla Coppa delle Coppe.
| Stagione | Torneo             | Turno         | Nazione                 | Club                      | Andata | Ritorno       | Spareggio |
| -------- | ------------------ | ------------- | ----------------------- | ------------------------- | ------ | ------------- | --------- |
| 1955-56  | Coppa dei Campioni | Ottavi        | Svezia (bandiera)       | Djurgårdens IF            | 0-0    | 1-4           |           |
| 1957-58  | Coppa dei Campioni | Primo Turno   | Germania Est (bandiera) | SC Wismut Karl-Marx-Stadt | 3-1    | 1-3           | 1-1       |
| 1969-70  | Coppa delle Fiere  | Primo Turno   | Jugoslavia (bandiera)   | FK Vojvodina              | 1-0    | 1-1           |           |
|          |                    | Sedicesimi    | Scozia (bandiera)       | Dunfermline Athletic FC   | 1-2    | 0-1           |           |
| 1973-74  | Coppa UEFA         | Trentaduesimi | Ungheria (bandiera)     | Ferencváros               | 1-0    | 2-1           |           |
|          |                    | Sedicesimi    | Paesi Bassi (bandiera)  | Feyenoord Rotterdam       | 1-3    | 1-0           |           |
| 1974-75  | Coppa delle Coppe  | Sedicesimi    | Italia (bandiera)       | Bologna FC 1909           | 2-1    | 1-2 (5-3 dcr) |           |
|          |                    | Ottavi        | Paesi Bassi (bandiera)  | PSV                       | 1-5    | 0-3           |           |